# Есківіас
Есківіас (ісп. Esquivias) — муніципалітет в Іспанії, у складі автономної спільноти Кастилія-Ла-Манча, у провінції Толедо. Населення — 5376 осіб (2010).
Муніципалітет розташований на відстані близько 35 км на південь від Мадрида, 35 км на північний схід від Толедо.

## Демографія
Динаміка населення (INE ):

## Галерея зображень

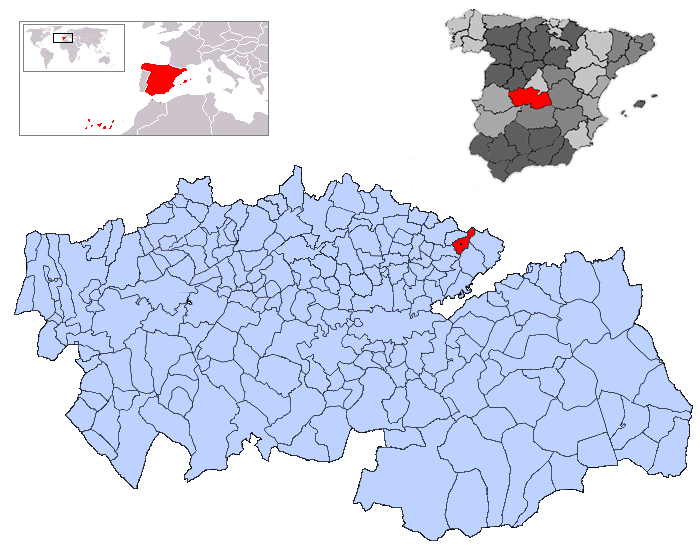
Розташування муніципалітету у провінції Толедо